# Loreggia
Loreggia är en ort och kommun i provinsen Padova i regionen Veneto i Italien. Kommunen hade 7 743 invånare (2018).